# Richard Hoepfner
Richard Hoepfner est un skipper américain né le 14 novembre 1944 à Houston.

## Carrière
Richard Hoepfner obtient une médaille d'argent dans la catégorie des Soling lors des Jeux olympiques d'été de 1976 à Montréal.